# Hamoukar
Hamoukar (in arabo حموقار) è un tell ed un grande sito archeologico collocato nella Jazira, nella parte nordorientale della Siria, al confine con l'Iraq. Molto probabilmente si tratta del luogo dove è avvenuta la più antica battaglia della storia.
Gli scavi sono stati condotti da un gruppo siriano e americano coordinato dall'Oriental Institute e dalla University of Chicago dal 1999